# Anne Fischer-Buck
Anne Fischer-Buck (* 7. Juli 1920 in Oldenburg; † 24. Dezember 2013 in Norderstedt) war eine deutsche Pädagogin/Sozialpädagogin und Philosophin. Sie ist die jüngere Schwester der Autorin und Bildhauerin Dorothea Buck.

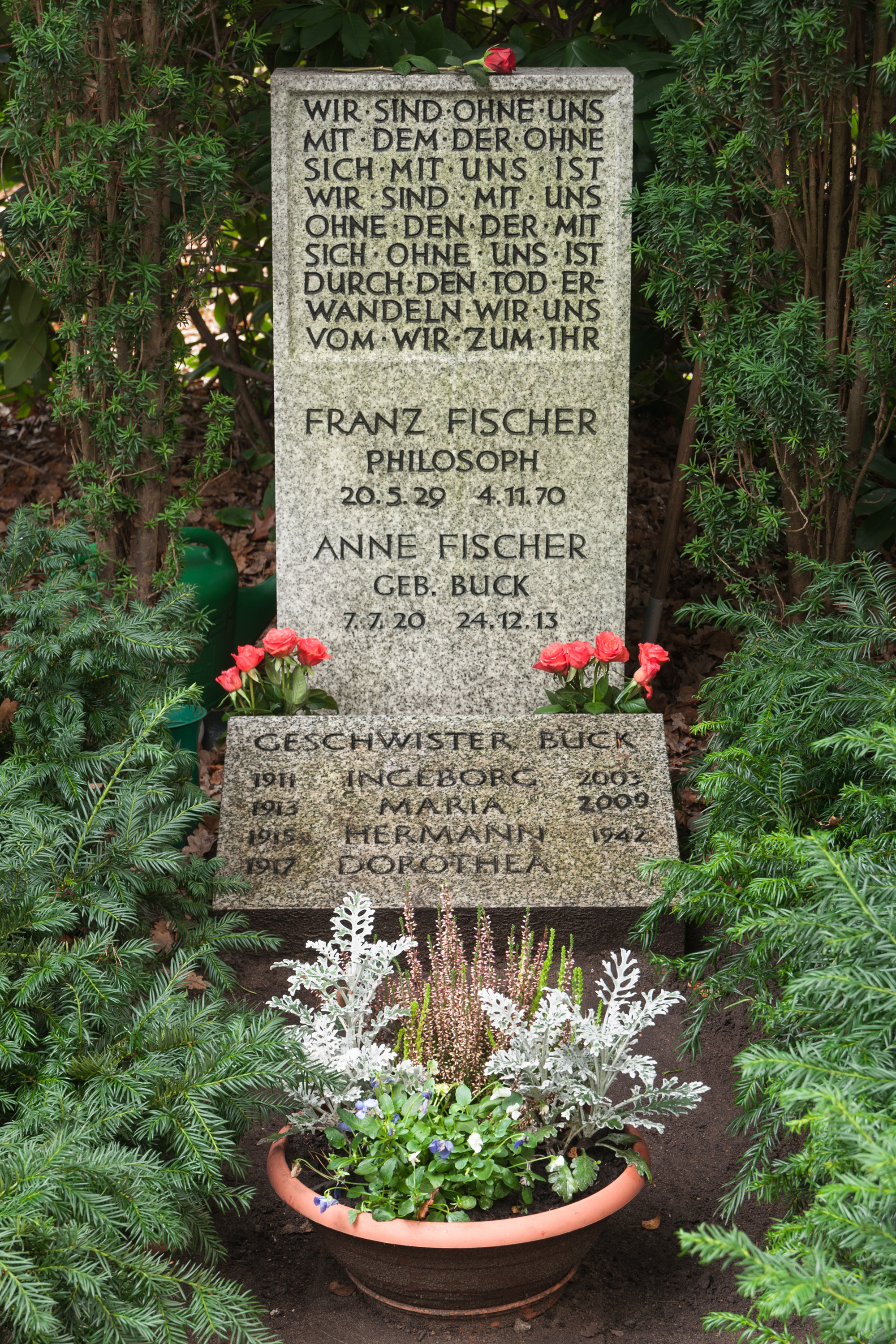
Grabstein von Franz Fischer und Anne Fischer-Buck

## Leben und Wirken
Sie war das jüngste von fünf Kindern des Kirchenrats Hermann Buck und dessen Ehefrau Anna, geb. Lahusen. Hermann Buck war  als Hilfsprediger von ca. 1938 bis 1950  in der Hahnenkleer Stabkirche tätig.  Er war ab 1933 im Widerstand gegen Adolf Hitler  (Pastor Kwami-Affäre) und gehörte mit seinen Schwager Günther Dehn  zum Kreis um Dietrich Bonhoeffer. Die Pastorentochter ist mit ihren vier Geschwistern in Oldenburg und auf Wangerooge aufgewachsen. Nach dem Besuch des Leyzeums absolvierte sie von 1938 bis 1940 die Kindergärtnerinnen- und Hortnerinnenausbildung in Weimar, an dem von Mintje Bostedt geleiteten Seminar. Dort war u. a. Christine Uhl ihre Lehrerin und Praxisanleiterin, Klara Stoevesandt und Renata von Ungern-Sternberg gehörten zu ihren Klassenkameradinnen. Mit genannten Frauen stand Fischer-Buck zeitlebens in freundschaftlicher Verbindung. Ihre erste Anstellung als Kindergärtnerin erhielt sie in Oberweißbach, wo der Kindergarten im Geburtshaus von Friedrich Fröbel untergebracht war.
1942 ließ sie sich in Leipzig zur Werklehrerin und in Bremen zur Jugendleiterin ausbilden. Mehrere Jahre war sie als Werklehrerin im Kindergärtnerinnenseminar in Bad Kösen tätig. Sie studierte Pädagogik, Psychologie und Evangelische Theologie in Bonn, Zürich und Basel. 1957 promovierte sie  bei Theodor Litt. Das Thema ihrer Dissertation lautet: Naturgemäße Erziehung. Ein Vergleich der Lehre von Pestalozzi und Montessori angewandt auf die heutige psychologische Pädagogik. Von 1967 bis zu ihrem Ruhestand lehrte Fischer-Buck Pädagogik, Psychologie und Methodenlehre an der Fachschule für Sozialpädagogik I in Hamburg.
1957 (Diss. phil.)
1956 heiratete sie den Philosophen Franz Fischer. Aus der Ehe gingen zwei Kinder hervor. Nach dem Tod ihres Mannes hatte sich Fischer-Buck dem Erhalt des wissenschaftlichen Werkes ihres Ehemannes Franz Fischer gewidmet und gründete den Franz-Fischer-Kreis sowie 1986 den Fischer-Verlag in Norderstedt, mit einer Zeitschrift für Philosophie und Pädagogik. Ferner zeichnete sie als Herausgeberin vieler Schriften, in Gemeinschaftsproduktion mit dem Leipziger Universitätsverlag und Akademische Verlagsanstalt, verantwortlich. 2007 wandelte Fischer-Buck den Fischer-Kreis in die Franz-Fischer-Gesellschaft um. Mit dieser Gründung, in der Wissenschaftler aus aller Welt Mitglied sind und sich einmal im Jahr zum Symposium in Norderstedt treffen, trug Fischer-Buck entscheidend zur Erneuerung vieler pädagogischer Ansätze bei.

## Werke (Auswahl)
- Naturgemäße Erziehung. Ein Vergleich der Lehre von Pestalozzi und Montessori angewandt auf die heutige psychologische Pädagogik. Bonn 1957 (Diss. phil.)
- Anfrage bei Fröbel. In: Unsere Jugend 1982, S. 146–154
- Erika Hoffmanns Beitrag für die sozialpädagogische Praxis. Fröbels Wirken im »Dritten Reich« – Ein subjektiver Bericht: Für Erika Hoffmann zum 90. Geburtstag, Norderstedt 1992
- Mintje Bostedt 1897 - 1955, Norderstedt 1995